# Bracha Qafih
Bracha Qafih (hébreu : ברכה קאפח), née en 1923 et mort le 26 novembre 2013, est une rabbanit israélienne, femme du rabbin Yosef Qafih (en). En 1999, elle reçoit le prix Israël pour son œuvre de charité,.

## Biographie
Elle naît en 1923 au Yémen. Elle est mariée à son cousin germain Yosef Kapach à l'âge de 11 ans,. Huit ans plus tard, en 1941, ils émigrent en Palestine mandataire avec leurs trois enfants, dont un meurt lors du voyage. Un autre fils, Arieh, naît en Palestine.
Qafih fonde un atelier de broderie qui emploie 50 femmes yéménites. Durant plus de 50 ans, elle dirige une association caritative qui distribue des colis alimentaires aux pauvres de Jérusalem à l'approche des fêtes saintes et de Shabbat. Ces colis sont préparés par des étudiants volontaires et distribués depuis son domicile de Nahlaot. Qafih collecte aussi des robes de mariées pour les prêter aux fiancées dans le besoin.
En 1999, Kapach reçoit le prix Israël pour sa contribution particulière à la société et à l'État d'Israël. Kapach et son époux sont le seul couple marié à avoir chacun reçu le prix Israël.
Kapach meurt le 26 novembre 2013 à Jérusalem à l'âge de 90 ans.